# غار قلاجی
اشکفت قلاجی مربوط به دوران پیش از تاریخ ایران باستان دوره نوسنگی است و در شهرستان اسلام‌آباد غرب، بخش حمیل، دهستان منصوری، روستای قلاجی بالای تپه قلاجی واقع شده و این اثر در تاریخ ۶ اسفند ۱۳۸۵ با شمارهٔ ثبت ۱۷۵۷۰ به‌عنوان یکی از آثار ملی ایران به ثبت رسیده است.